# Adolf Rijkens
Adolf Rijkens (Meester Cornelis in Batavia, Nederlands-Indië, 20 februari 1899 – Amsterdam, 18 november 1996) was een Nederlands acteur en arts.

## Levensloop
Rijkens had naast zijn werk als acteur ook medicijnen gestudeerd en zegde in 1933 het toneel vaarwel. Na eerst te zijn gaan varen als scheepsarts woonde hij samen met zijn vrouw, de actrice en cabaretière Sophie Stein (1892-1973), in het buitenland (onder andere in Wenen en Antwerpen). Na drie jaar kwamen zij beiden weer terug naar Nederland en vestigden zich in Amsterdam. Beiden pakten hun toneelcarrière weer op, maar gingen ieder bij een ander toneelgezelschap werken. 
Na zijn huwelijk met Sophie Stein, dat duurde van 1924 tot 1950, uit welk huwelijk geen kinderen zijn voortgekomen, is Rijkens hertrouwd met actrice Jetty Riecker (1895-1980). Zij was de weduwe van de acteur Ko van Dijk sr. (1881-1937).
Rijkens overleed op 97-jarige leeftijd en is gecremeerd te Amsterdam, in crematorium De Nieuwe Ooster.